# Nationalsocialistiska riksförbundet för fysisk träning

DRL/NSRL:s flagga

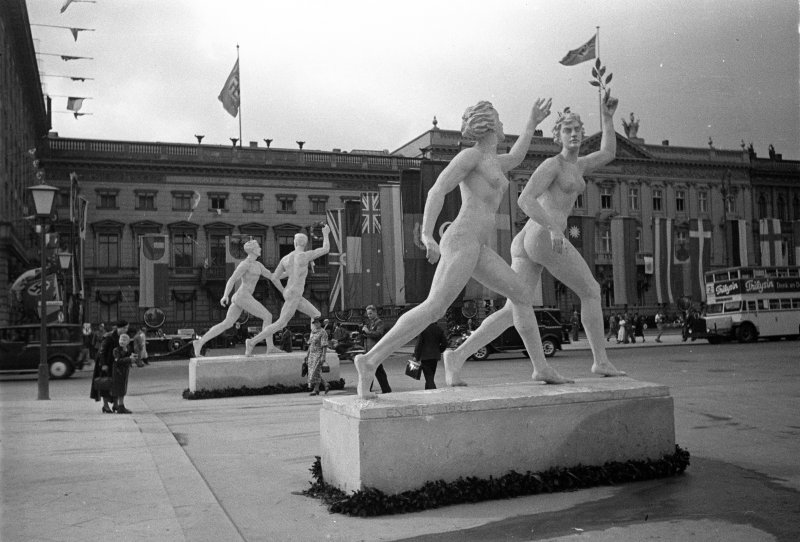
Monument utanför riksidrottsarenan i Berlin. Under nazistregimen gick sport och teatralt framställd nationalistisk konst som symboliserade tyskarnas överhöghet hand i hand.

Nationalsocialistiska riksförbundet för fysisk träning (tyska: Nationalsozialistischer Reichsbund für Leibesübungen, akronym: NSRL alt. NSRBL),  grundat 1934 var i Tredje riket en paraplyorganisation för idrott. Vid grundandet 1934 hette förbundet Deutscher Reichsbund für Leibesübungen (DRL) men namnet ändrades till NSRL 1938.
Efter NSDAP:s maktövertagande i Tyskland 1933 förbjöds alla politiska partier och fackföreningar, ett förbud som utökades till att även gälla idrottsföreningar med politisk koppling. De tidigare existerande idrottsförbunden upplöstes och idrottsrörelsen organiserades istället under NSRL med nazistisk ledning i form av en Reichssportführer som också var ordförande för den nationella olympiska kommittén i Tyskland. NSRL hade tre ledare mellan åren 1933 och 1945: Hans von Tschammer und Osten (1934–1943), Arno Breitmeyer (1943–1944) och Karl Ritter von Halt (1944–1945). 

## Historia
Vid tiden för det nazistiska maktövertagandet organiserades merparten av tysk idrott under riksidrottsförbundet Deutscher Reichsausschuss für Leibesübungen (DRA, alt. DRAfL), grundat 1916 som Deutscher Reichsausschuss für Olympische Spiele (DRAfOS), Organisationen leddes av Theodor Lewald och Carl Diem, ordförande respektive generalsekreterare för förbundet. DRA var en paraplyorganisation för den tyska idrottsrörelsen under vilken all idrott organiserade sig med undantag för framförallt arbetaridrotten vars klubbar och förbund inte anslöt sig utan hade ett eget förbund.
Efter nazistpartiets maktövertagande i Tyskland 1933 förbjöds och upplöstes med tiden inte bara de politiska partierna och fackförbunden; även idrottsföreningar som hade en politisk koppling till oppositionen förbjöds, såsom arbetarnas idrottsföreningar och klubbar organiserade av socialdemokrater och kommunister. Även idrottsföreningar med kopplingar till kyrkan upplöstes. Föreningar som var av opolitisk  eller nationalkonservativ karaktär kunde fortsatta bedriva sin verksamhet in på följande år då de införlivades i Nationalsocialistiska riksförbundet för fysisk träning.
Den 12 april 1933 tvingades Theodor Lewald, efter påtryckningar från de nazistiska myndigheterna, att avsäga sig posten som ordförande för det nationella idrottsförbundet DRA, då det framkommit att hans farmor var judinna. Processen att utse en ny ordförande stötte på komplikationer då den nazistiske inrikesministern Wilhelm Frick lade sig i tillsättandet, varför en hastigt sammankallad grupp på tre personer avgjorde frågan om vem som skulle tillsättas på posten. Den 28 april 1933 utsågs SA-mannen Hans von Tschammer und Osten till ledare för DRA och titulerades Reichskommissar für Turnen und Sport (Rikskommissionären för gymnastik och sport). Han skulle dock komma att ge sin företrädare Theodor Lewald en hög och framträdande post som ordförande för den kommitté som skulle organisera de Olympiska spelen i Berlin 1936.
Som nazistisk ledare deklarerade Hans von Tschammer und Osten den 5 maj 1933 gleichschaltung och upplöste DRA, vilket offentliggjordes 10 maj. Han befordrades 19 juli samma år till Reichssportführer varefter all sportverksamhet i Tyskland underställdes hans kontroll.

### DRL:s grundande och upplösning
Den 27 juli 1934 grundades Deutsche Reichsbund für Leibesübungen (DRL) som ersatte DRA. Successivt kom nästan alla idrottsförbund inom DRL att förlora sitt oberoende och bli avdelningar inom DRL. Organisationen kom genom dekret av Adolf Hitler 21 december 1938 att byta namn till Nationalsocialistiska riksförbundet för fysisk träning (NSRL, alt. NSRBL), och organisationen underställdes det Nationalsocialistiska tyska arbetarepartiets kontroll.
Efter Nazitysklands nederlag i andra världskriget utfärdade det Allierade kontrollrådet 10 oktober 1945 en lag som förbjöd och upplöste och förklarade bland annat nazistpartiet och dess organisationer, inklusive Nationalsocialistiska riksförbundet för fysisk träning, för illegala.